# NGC 3682
NGC 3682 (również PGC 35266 lub UGC 6459) – galaktyka spiralna (S0-a), znajdująca się w gwiazdozbiorze Smoka. Odkrył ją William Herschel 6 kwietnia 1793 roku.